# Gonioctena kidoi
Gonioctena kidoi là một loài bọ cánh cứng trong họ Chrysomelidae. Loài này được Takizawa & Daccordi miêu tả khoa học năm 1998.